# Бообо
Бообо (монг. боов) — печенье величиной с большую лепёшку из песочного теста, обычно фигурные или продолговатоовальной формы, поджаренные в масле и высушенные. Боовы делают в форме уха, особым образом сворачивая тесто. Считается, что так буддисты так прославляют Будду. В Дацанах боовы выпекают и в форме обычной лепешки.
Название блюда образовано от монгольского слова «боов», что означает «печенье, пирог, булка».

## История
Боовы готовили ещё во времена Монгольской империи, однако после того, как она распалась, боовы утратили свою популярность, но вернули их в XVIII–XIX веках в составе Китая. Боовы раньше делали пресными и подавали в буддийских монастырях.